# Parallelia
Parallelia är ett släkte av fjärilar. Parallelia ingår i familjen nattflyn.

## Bildgalleri

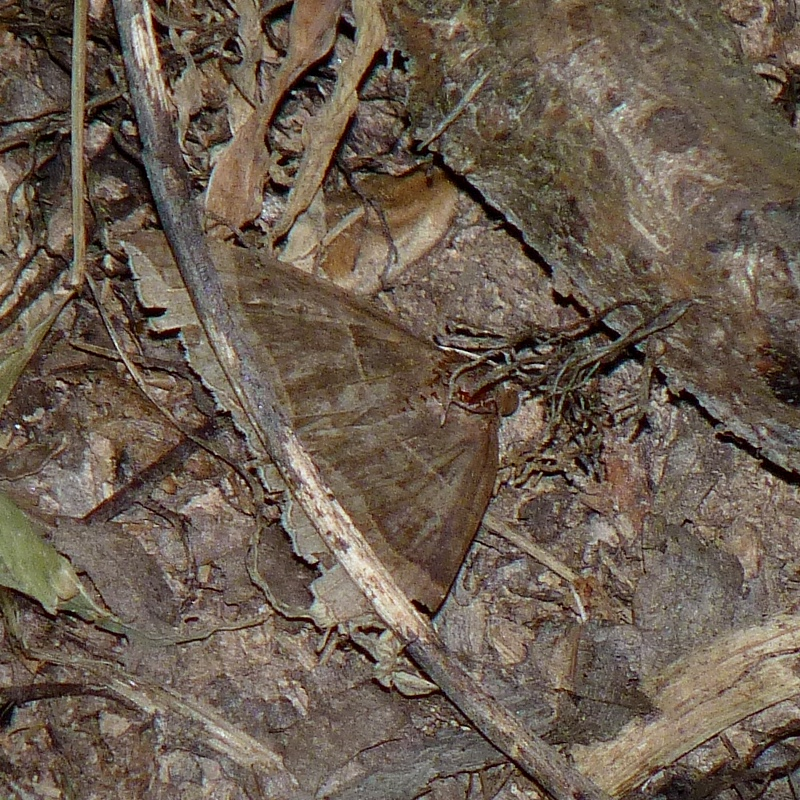
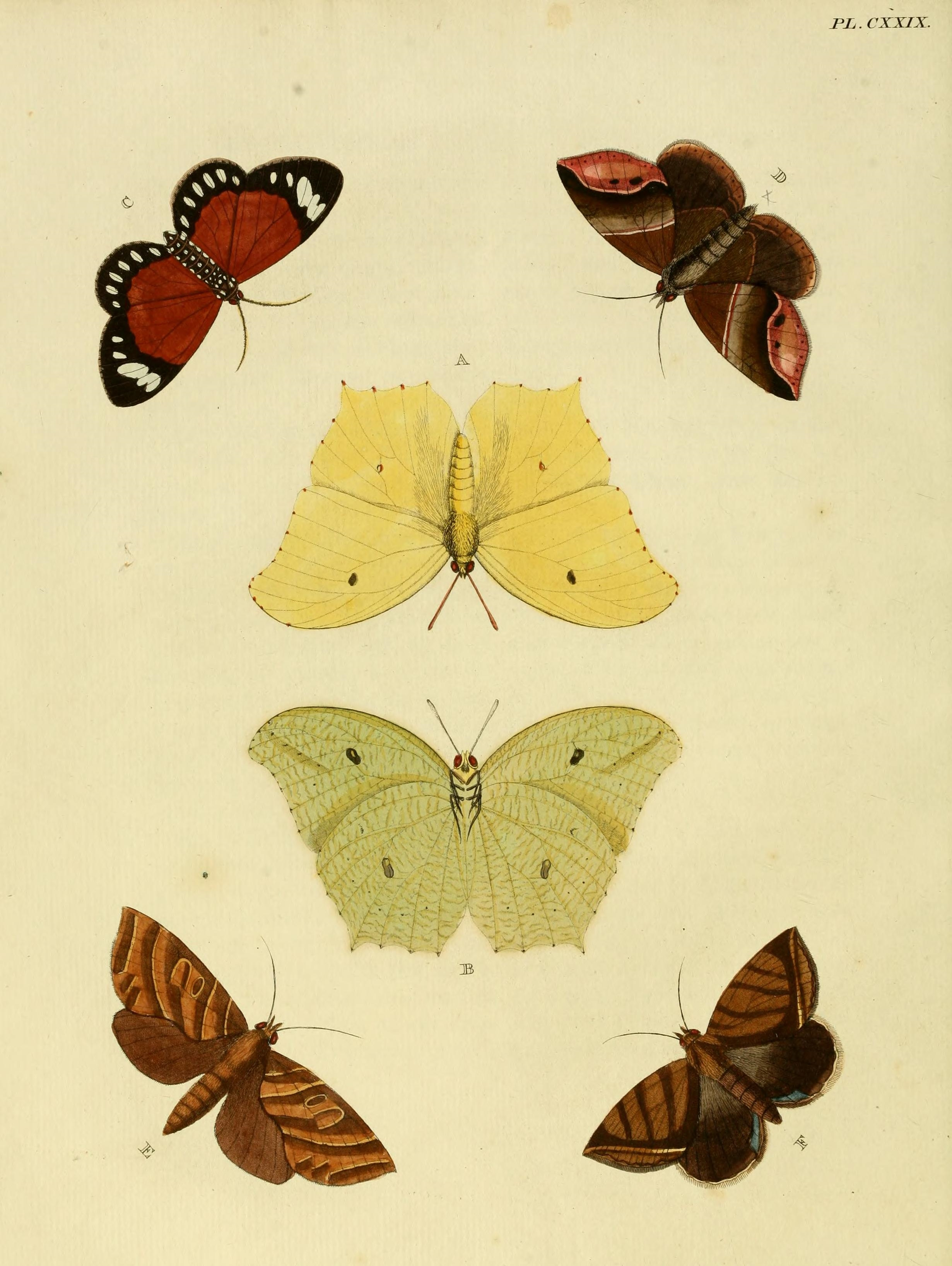

## Dottertaxa tillParallelia, i alfabetisk ordning[1]
- Parallelia abnegans
- Parallelia absentimacula
- Parallelia acuta
- Parallelia acutissima
- Parallelia adunca
- Parallelia albifusa
- Parallelia albilinea
- Parallelia albocincta
- Parallelia amplissima
- Parallelia amygdalis
- Parallelia amygdaloides
- Parallelia analamerana
- Parallelia analis
- Parallelia anetica
- Parallelia aneticoides
- Parallelia angularis
- Parallelia ankalirano
- Parallelia apicalis
- Parallelia arcifera
- Parallelia arctotaenia
- Parallelia arcuata
- Parallelia armata
- Parallelia aviceps
- Parallelia axiniphora
- Parallelia banian
- Parallelia berioi
- Parallelia bicacuminata
- Parallelia bistriaris
- Parallelia calefasciens
- Parallelia camerunica
- Parallelia chiliensis
- Parallelia circumsignata
- Parallelia colligens
- Parallelia concolor
- Parallelia conficiens
- Parallelia conjunctura
- Parallelia conjuncturana
- Parallelia consobrina
- Parallelia conspicua
- Parallelia constricta
- Parallelia copidiphora
- Parallelia correctata
- Parallelia crenulata
- Parallelia crimnopasta
- Parallelia cuneifascia
- Parallelia cuneilineata
- Parallelia curvata
- Parallelia curvilimes
- Parallelia curvisecta
- Parallelia delphinensis
- Parallelia dentilinea
- Parallelia derogans
- Parallelia derubida
- Parallelia diamesa
- Parallelia dianae
- Parallelia dicoela
- Parallelia diffusa
- Parallelia digona
- Parallelia diplocyma
- Parallelia distincta
- Parallelia divaricata
- Parallelia duplexa
- Parallelia duplicata
- Parallelia eclipsifera
- Parallelia erectata
- Parallelia erectatella
- Parallelia euryleuca
- Parallelia expediens
- Parallelia falcata
- Parallelia fallax
- Parallelia feneratrix
- Parallelia flavipurpurea
- Parallelia flexilinea
- Parallelia forceps
- Parallelia frontinus
- Parallelia fruhstorferi
- Parallelia glaphyra
- Parallelia goniophora
- Parallelia guenei
- Parallelia hebridesia
- Parallelia hercodes
- Parallelia hicanora
- Parallelia humilis
- Parallelia infractifinis
- Parallelia insignifica
- Parallelia interpensa
- Parallelia iotrigona
- Parallelia irregulata
- Parallelia isotima
- Parallelia jovia
- Parallelia joviana
- Parallelia juncta
- Parallelia kangraensis
- Parallelia korintjiensis
- Parallelia koroensis
- Parallelia lageos
- Parallelia lateritica
- Parallelia latifascia
- Parallelia latizona
- Parallelia laurentensis
- Parallelia leucogramma
- Parallelia lilacea
- Parallelia lua
- Parallelia luteipalpis
- Parallelia macrorhyncha
- Parallelia malgassica
- Parallelia manillana
- Parallelia masama
- Parallelia maturata
- Parallelia maturescens
- Parallelia mediifascia
- Parallelia medioalbata
- Parallelia medioobscura
- Parallelia melanochrous
- Parallelia mesonephele
- Parallelia mima
- Parallelia missionarii
- Parallelia monogona
- Parallelia multilineata
- Parallelia muza
- Parallelia myops
- Parallelia neptunia
- Parallelia nesites
- Parallelia obumbrata
- Parallelia onelia
- Parallelia orodes
- Parallelia orthaea
- Parallelia palpalis
- Parallelia palumba
- Parallelia papuana
- Parallelia pauliani
- Parallelia pentagonalis
- Parallelia perexcurvata
- Parallelia perfinita
- Parallelia plutonia
- Parallelia porphyrescens
- Parallelia portia
- Parallelia postica
- Parallelia prisca
- Parallelia properans
- Parallelia properata
- Parallelia propyrrha
- Parallelia prorasigna
- Parallelia prouti
- Parallelia proxima
- Parallelia pudica
- Parallelia purpurata
- Parallelia purpureogrisea
- Parallelia pyrrhargyra
- Parallelia rectifascia
- Parallelia rectilimes
- Parallelia rectivia
- Parallelia redditura
- Parallelia renalis
- Parallelia rigidistria
- Parallelia roulera
- Parallelia schraderi
- Parallelia semilunaris
- Parallelia senex
- Parallelia septentrionis
- Parallelia serratilinea
- Parallelia similis
- Parallelia simillima
- Parallelia sinuata
- Parallelia smithii
- Parallelia solomonensis
- Parallelia subacuta
- Parallelia subangularis
- Parallelia subumbra
- Parallelia swinhoei
- Parallelia sylvestris
- Parallelia takaoensis
- Parallelia triplocyma
- Parallelia trogosema
- Parallelia umbrosa
- Parallelia uvarovi
- Parallelia valga
- Parallelia vavauensis
- Parallelia violaceomedia
- Parallelia vitiensis
- Parallelia vulgaris